# Bunomys andrewsi
Bunomys andrewsi es una especie de roedor de la familia Muridae.

## Distribución geográfica
Es endémica de las selvas del centro y sur de Célebes y la isla Buton (Indonesia).